# Леонардо Конті
Леонардо Амброджіо Джорджіо Джованні Конті (італ. Leonardo Ambroggio Giorgio Giovanni Conti; 24 серпня 1900, Лугано — 6 жовтня 1945, Нюрнберг) — партійний і державний діяч Третього рейху, статс-секретар Імперського міністерства внутрішніх справ по санітарній службі та народного здоров'я, імперський керівник охорони здоров'я, начальник Головного управління народного здоров'я НСДАП, керівник Націонал-соціалістичного союзу лікарів, обергруппенфюрер СС.

## Біографія
Народився в родині Сільвіо Конті, поштмайстера Лугано, і німкені Нанни Конті. У 1915 році батьки розлучилися, і Конті був натуралізований як німець. Здобув медичну освіту в Берліні і Ерлангені, доктор медицини.
У 1918 році став співзасновником антисемітського Бойового союзу, учасник Каппського заколоту.
З 1923 року перебував на державній службі, потім протягом 8 років займався приватною практикою в Берліні.
У 1923 році вступив в СА. Незабаром був призначений головним лікарем СА, керував формуванням Санітарного корпусу СА. У грудні 1927 року вступив у НСДАП, (членський квиток № 72 225).
У 1929 році став одним із засновників Націонал-соціалістичного союзу лікарів (NSD-Ärztebund), в якому займав пост Імперського керівника.
У листопаді 1930 році вступив у СС (посвідчення № 3982). З травня 1932 по кінець 1933 року — депутат ландтагу Пруссії, з літа 1932 року — член Прусського земельного ради.
У лютому 1933 року призначений комісаром для особливих доручень при Міністерстві внутрішніх справ Пруссії, з квітня 1933 року — міністерський радник, з січня 1934 року — державний радник Пруссії.
У 1936 році призначений медичним радником Берліна. Був офіційним лікарем Берлінської Олімпіади 1936 року.
20 квітня 1939 року призначений начальником Імперського охорони здоров'я, з 28 серпня 1939 року — статс-секретар Імперського міністерства внутрішніх справ по санітарній службі та народному здоров'ю, займався питаннями охорони здоров'я.
24 вересня 1939 року очолив Управління охорони здоров'я НСДАП, отримав титул Імперського керівника охорони здоров'я.
Як автор ряду робіт з расової політиці, в тому числі «Що є раса?» (1934), в середини 1939 року одержав від Гітлера завдання розробити і здійснити систему заходів щодо «расової гігієни» для реалізації так званої «програми евтаназії» — знищення психічно неповноцінних і невиліковно хворих громадян. Конті відмовився очолити програму, пославшись на те, що йому не надані особливі повноваження для виконання усного розпорядження Гітлера.
Коли відповідальним за програму був призначений рейхсляйтер Філіпп Боулер, Конті активно сприяв Боулеру і рейхскомісарові охорони здоров'я Карлу Брандту в проведенні «заходів» з масового умертвіння невиліковно хворих дітей, людей, які страждають психічними захворюваннями, непрацездатних інвалідів, а також представників народів, «забруднюють арійську расу». Відомий своєю доповіддю фюреру про співвідношення морального духу народу і статистики невинності населення.
У серпні 1941 року обраний депутатом рейхстагу. Нагороджений Хрестом за військові заслуги 1-го і 2-го класу. 18 лютого 1943 року оголосив про свій вихід з протестантської церкви. У серпні 1944 року пішов у відставку зі своєї посади рейхсміністра охорони здоров'я. 3 березня 1945 року призначений керівником Державної академії охорони здоров'я в Берліні.
19 травня 1945 року ув'язнений американцями. Повісився в Нюрнберзькій в'язниці 6 жовтня 1945 року в очікуванні судового процесу.

## Нагороди
- Спортивний знак СА в бронзі
- Відзнака Німецької асоціації порятунку життя в золоті
- Цивільний знак СС (№1 342)
- Золотий партійний знак НСДАП
- Почесний кут старих бійців
- Йольський свічник (16 грудня 1935)
- Кільце «Мертва голова»
- Почесна шпага рейхсфюрера СС
- Німецький Олімпійський знак 1-го класу
- Знак гау Берлін в золоті (1936)
- Почесний партійний знак «Нюрнберг 1929»
- Знак учасника зльоту СА в Брауншвейзі 1931
- Медаль «У пам'ять 1 жовтня 1938»
- Медаль «За вислугу років у НСДАП» в бронзі та сріблі (15 років)
- Данцизький хрест 2-го класу
- Хрест Воєнних заслуг 2-го і 1-го класу
- Штурмовий піхотний знак в сріблі (1940)
- Орден Хреста Свободи 1-го класу з мечами (Фінляндія) (1941)
- Орден Корони Італії, великий офіцерський хрест (1942)
- Орден Святого Савви (Сербія)
- Золотий почесний знак Гітлер'югенду (11 лютого 1944)
- Почесний знак «За турботу про німецький народ» 2-го класу (1944)